# السيكليس
السيكيليون (بالمجرية: Székelyek)‏ هم مجموعة فرعية من المجريين يعيشون بشكل رئيسي في أرض السيكيلي ضمن رومانيا. بالإضافة إلى قراهم الأصلية في إقليم سوتشيافا في بوكوفينا، يوجد عدد كبير من السيكيليين الذين ينحدرون من سيكيليو بوكوفينا يقيمون حاليًا في تولنا وبارانيا في المجر ومناطق معينة من فويفودينا، صربيا.
في العصور الوسطى، لعب السيكيليون دورًا في الدفاع عن مملكة المجر ضد الإمبراطورية العثمانية، بفضل دورهم كحراس للحدود الشرقية. مع معاهدة تريانون لعام 1920، أصبحت ترانسيلفانيا (بما في ذلك أرض السيكيلي) جزءًا من رومانيا، وأصبحت الأقلية السيكيلية هدفًا للرومنة. في عام 1952، خلال حكم جمهورية رومانيا الاشتراكية، أصبحت المناطق التي كانت تضم أكبر تجمع للسيكيليين (مثل موريش، أودورهي، تشوك، وتري سكواني) منطقة حكم ذاتي تُعرف بـمنطقة الحكم الذاتي المجرية. تم إلغاؤها في عام 1960 واستُبدلت بمنطقة موريش-مجري للحكم الذاتي، والتي قُسمت لاحقًا في عام 1968 إلى هارغيتا وموريش غير المستقلتين.
في رومانيا ما بعد الحرب الباردة، حيث يشكل السيكيليون حوالي نصف الأقلية المجرية، كانوا من بين أكثر الأصوات المطالبة بـحكم ذاتي لمنطقة السيكيلي في ترانسيلفانيا. قُدّر عددهم بحوالي 860,000 في السبعينيات وهم معترف بهم رسميًا كمجموعة أقلية مميزة من قبل حكومة رومانيا.
تشير الأراضي الحالية للسيكيلي تقريبًا إلى هارغيتا، كوفاسنا، والوسط والشرق من موريش، حيث يشكلون حوالي 80% من السكان. استنادًا إلى تعداد 2011، يعيش 1,227,623 مجريًا في رومانيا، معظمهم في ترانسيلفانيا، مما يشكل 19.6% من سكان المنطقة. من هؤلاء، يعيش 609,033 في مقاطعات هارغيتا، كوفاسنا، وموريش التي تشكل معًا أغلبية مجرية (58%). عند منح الخيار في تعداد 2011 بين تحديد الهوية العرقية كـسيكيلي أو كـمجري، اختار غالبية السيكيليين الخيار الأخير – حيث أعلن فقط 532 شخصًا أنفسهم كعرقيين سيكيليين.

## التاريخ

### الأصول
أصول السيكيليين لا تزال موضع نقاش بين المؤرخين. بينما يعتبرهم البعض فرعًا قديمًا من المجريين، يرى آخرون أنهم كانوا قبيلة مستقلة اندمجت مع المجريين خلال العصور الوسطى. يُعتقد أن السيكيليين لعبوا دورًا مهمًا كحراس حدود مملكة المجر، مما أضفى عليهم وضعًا خاصًا داخل المملكة.

### الجينات
الدراسات الجينية التي أُجريت على السيكيليين تظهر تداخلًا كبيرًا مع السكان المجريين، مما يدعم فرضية أنهم فرع من المجريين القدماء. ومع ذلك، تشير بعض التحليلات إلى وجود تأثيرات جينية إضافية من الشعوب التي عاشت في ترانسيلفانيا قبل وصول المجريين.

## الديموغرافيا
يمثل السيكيليون اليوم جزءًا كبيرًا من السكان المجريين في ترانسيلفانيا، ويتركزون في هارغيتا وكوفاسنا وموريش. هذه المنطقة تُعرف تقليديًا بـ"أرض السيكيلي"، حيث يشكل السيكيليون الأغلبية السكانية، مع تقديرات تقارب 80% في بعض المناطق.

## الحكم الذاتي
لطالما طالب السيكيليون بالحكم الذاتي في منطقتهم داخل رومانيا. في ظل النظام الشيوعي، أُنشئت منطقة الحكم الذاتي المجرية في عام 1952، لكنها أُلغيت لاحقًا. بعد انهيار الشيوعية، أعادت الحركات السيكيلية إثارة هذه المطالب، مما أدى إلى ظهور حركة الحكم الذاتي السيكيلي.

## الأدب
السيكيليون لديهم تقاليد أدبية غنية تعكس هويتهم الثقافية الفريدة. تشمل الأدب السيكيلي قصائد وقصصًا تعبر عن ارتباطهم العميق بتراثهم ولغتهم.

## في الثقافة الشعبية
تمثل السيكيليون عنصرًا مميزًا في الثقافة الشعبية في رومانيا والمجر. يُحتفى بهم في الفنون والأدب كجزء من الهوية الثقافية المجرية.

## الرموز
للسيكيليين علم وشعار يعكسان تراثهم التاريخي. العلم، بألوانه الزرقاء والذهبية، يحتوي على رموز تعبر عن انتمائهم التاريخي والثقافي.

## معرض الصور

علم السيكيليين
شعار السيكيليين

## قراءة إضافية
- "Minority Cultures: The Szeklers Tortured History"
- إيوان أورييل بوب، "الهيكل الإثني والديني لترانسيلفانيا والمجر في العصور الوسطى". كلوج نابوكا، 1994.
- تاريخ السيكيلي حتى عام 1848
- "Minority Cultures: The Szeklers Tortured History"
- إيوان أورييل بوب، "الهيكل الإثني والديني لترانسيلفانيا والمجر في العصور الوسطى". كلوج نابوكا، 1994.

## روابط خارجية
- تاريخ السيكيلي حتى عام 1848
- تعداد السكان الرسمي لرومانيا 2011
- تاريخ السيكيلي حتى عام 1848